# Éric Salignon
Pour les articles homonymes, voir Salignon.
Éric Salignon, né le 22 juillet 1982 à Carpentras, est un pilote automobile français.

## Carrière
- 2000 : Championnat de France de Formule Renault
- 2001 : Championnat de France de Formule Renault, Champion
- 2002 : Championnat d'Europe de Formule Renault, Champion
- 2003 : Championnat de Grande-Bretagne de Formule 3, 12e
- 2004 : Formule 3 Euroseries, 6e
- 2005 : World Series by Renault, 9e
- 2006 : World Series by Renault, 9e
- 2024: Vainqueur grand prix karting 390cc Lavilledieu. Champion